# Inès Gaches-Sarraute
Pour les articles homonymes, voir Sarraute.
 (juillet 2025).
Si vous disposez d'ouvrages ou d'articles de référence ou si vous connaissez des sites web de qualité traitant du thème abordé ici, merci de compléter l'article en donnant les références utiles à sa vérifiabilité et en les liant à la section « Notes et références ».
Inès Gaches-Sarraute, née Adélaïde Clotilde Joséphine Victoire Gaches le 14 mars 1853 à Auriac-sur-Vendinelle, et morte le 21 juillet 1928 à Maisons-Laffitte, est une femme médecin française, célèbre en tant que corsetière, pour la mise au point du corset « Belle Époque » ou « droit devant ». Ce corset est appelé en Angleterre « edouardien » (du nom du roi Edward VII régnant à l'époque (1901-1910), comme il y avait eu le corset « victorien », nommé ainsi car porté sous le règne de la reine Victoria (1837-1901). Il porte le nom de corset « straight front » dans les autres pays anglo-saxons. Mme Gaches-Sarraute nommait quant à elle son invention « corset abdominal ».

## Biographie
Veuve à vingt-trois ans de Paul Sarraut, un employé toulousain dont elle gardera le nom en y ajoutant un « e », elle s'installe ensuite à Paris où elle se remarie en 1893.
Titulaire d'un diplôme de médecine, cette doctoresse, préoccupée de mieux soigner les femmes, entreprit, tout à la fin du XIXe siècle, de réformer de façon raisonnée le corset, en comprenant et respectant mieux l'anatomie. En effet, jusque-là le corset « en sablier » (environ 1830-1900), qui serrait la taille tout en laissant beaucoup d'espace aux hanches et au bas-ventre, avait pour conséquence que les organes internes et la peau avaient tendance à se déplacer vers le bas au fil des années, provoquant ptôse et protubérance du bas-ventre. Ce problème avait déjà été pris en compte par l'invention du busc cuillère vers 1880, dont le bas était élargi et arrondi afin de mieux accompagner le ventre et de lui offrir plus de support ; mais ce n'était pas encore suffisant.

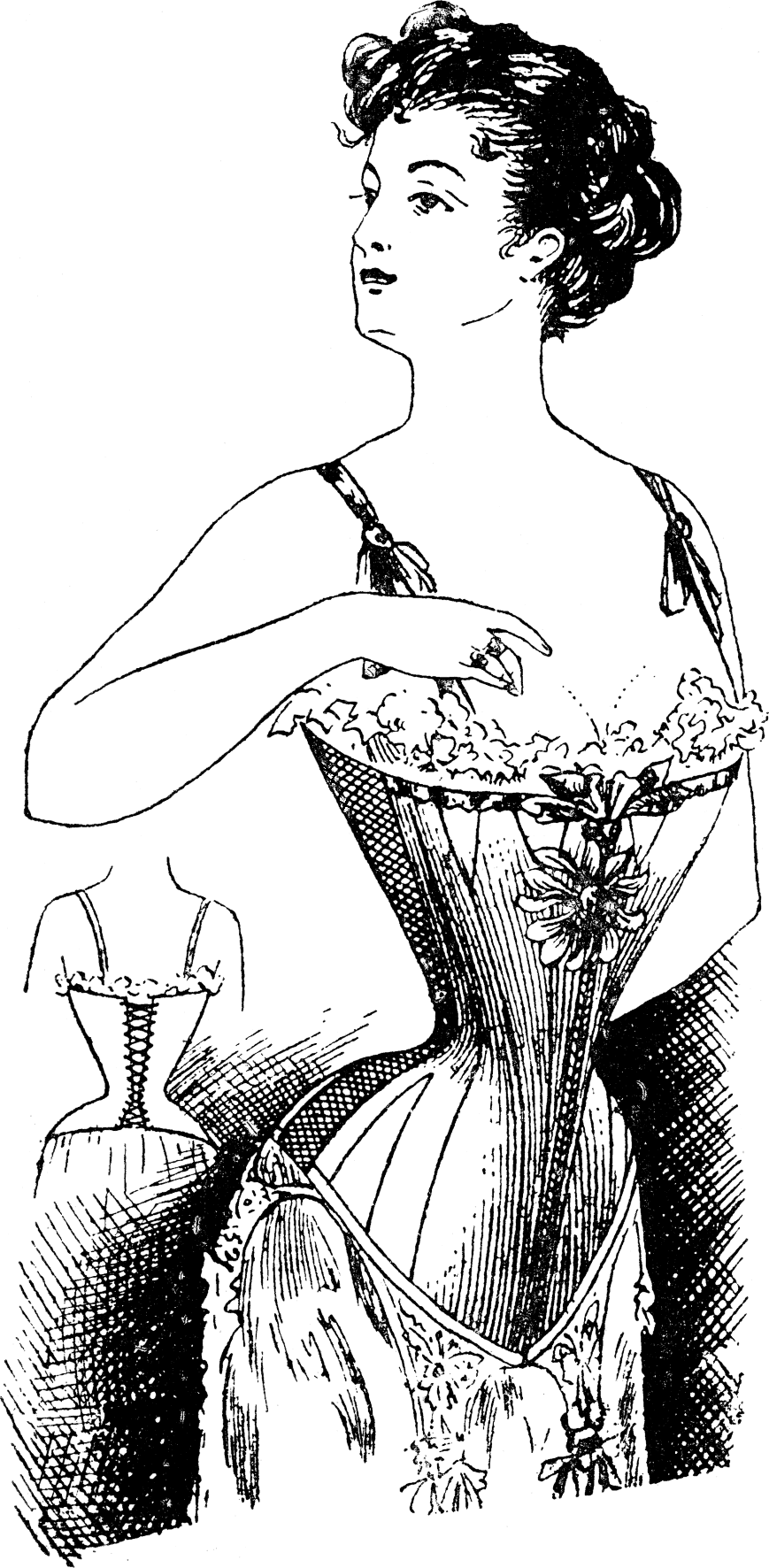
Corset Collomp de Lyon.

Inès Gaches-Sarraute travailla donc à un nouveau patron de corset, taillé assez différemment, où la pression exercée sur la taille et l'abdomen était désormais ascendante, ne poussant plus les organes internes vers le bas.
Parfaitement droit et extrêmement rigide, le nouveau busc poussait même le bas-ventre vers l'intérieur, tandis qu'il faisait pigeonner la poitrine. Conséquence : la chair « excédentaire » ne se retrouve plus au bas du ventre mais sur les hanches, projetées en arrière ; et la silhouette devient très cambrée, assez altière et encore plus élégante. C'est ce corset qui a donné aux silhouettes féminines de la Belle Époque leur allure caractéristique.
Mme Gaches-Sarrautes a exposé ses réflexions et recherches dans un ouvrage paru en 1900 aux éditions Masson, Le Corset : étude physiologique et pratique.
Au départ pensé de façon « hygiénique », ce « corset nouveau » fut adopté très rapidement dans le monde entier... et les femmes se rendirent vite compte qu'elles pouvaient obtenir une taille encore plus fine avec lui. On découvrit également qu'il n'était pas aussi parfait que cela et provoquait d'autres problèmes : maux de dos (beaucoup trop cambré aux reins), problèmes au bas-ventre qui n'était certes plus ptosé mais écrasé... Il ne dura pas longtemps puisque le corset disparut dans les années 1920 pour faire place aux gaines élastiques (non pas rupture mais simple évolution).
Aujourd'hui, les corsets modernes les plus fréquemment fabriqués par les corsetiers sont les corsets en sablier, et non les « droit devant » : ils sont beaucoup plus faciles à porter quand on n'est pas habitué, meilleurs pour le dos et ne présentent absolument aucun risque s'ils sont serrés modérément et portés assez peu fréquemment. Certains corsetiers réalisent encore des corsets 1900 pour les amateurs de la silhouette en S, caractéristique de ce type de vêtement.

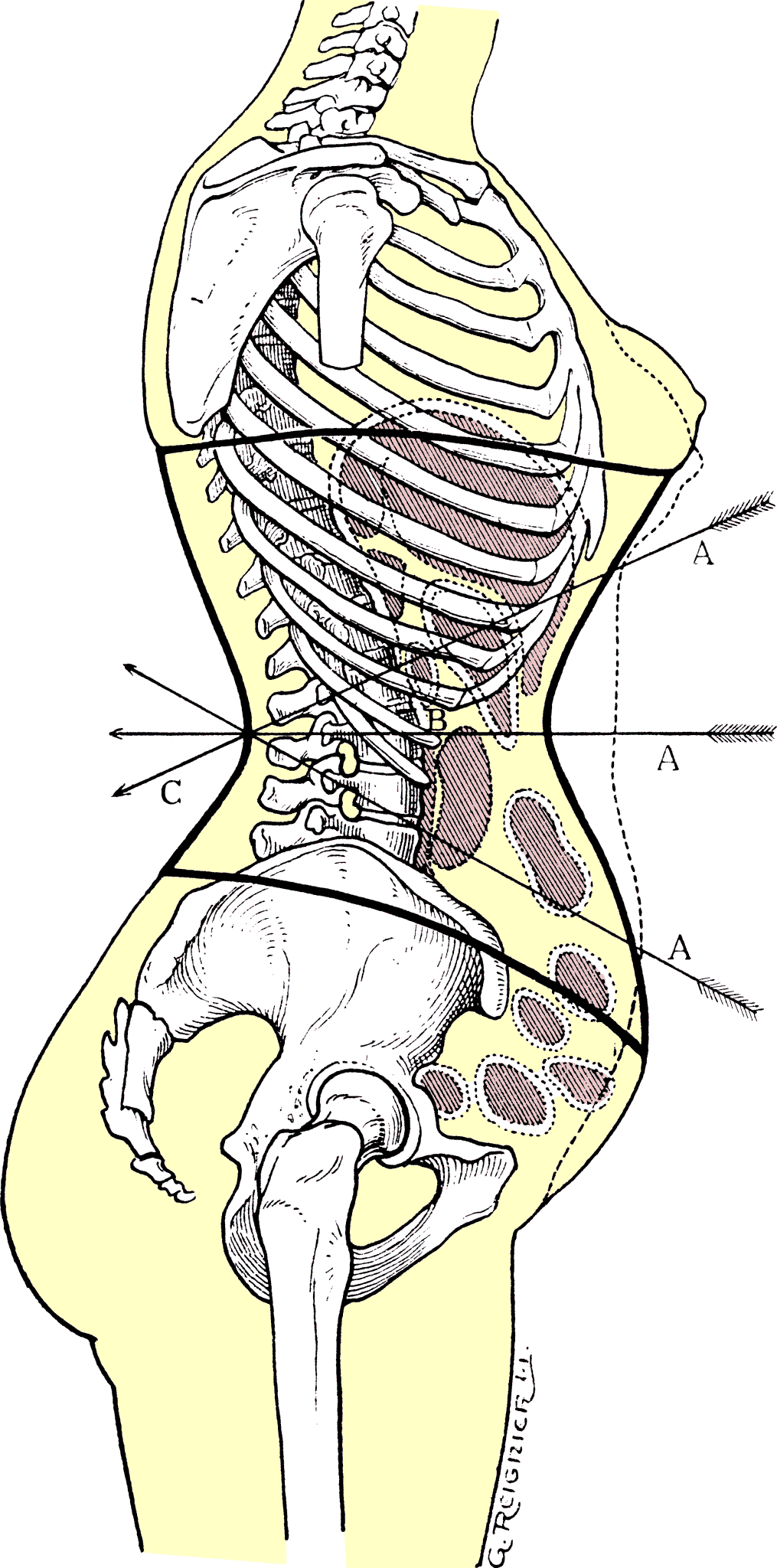
Effet d'un corset classique en sablier.
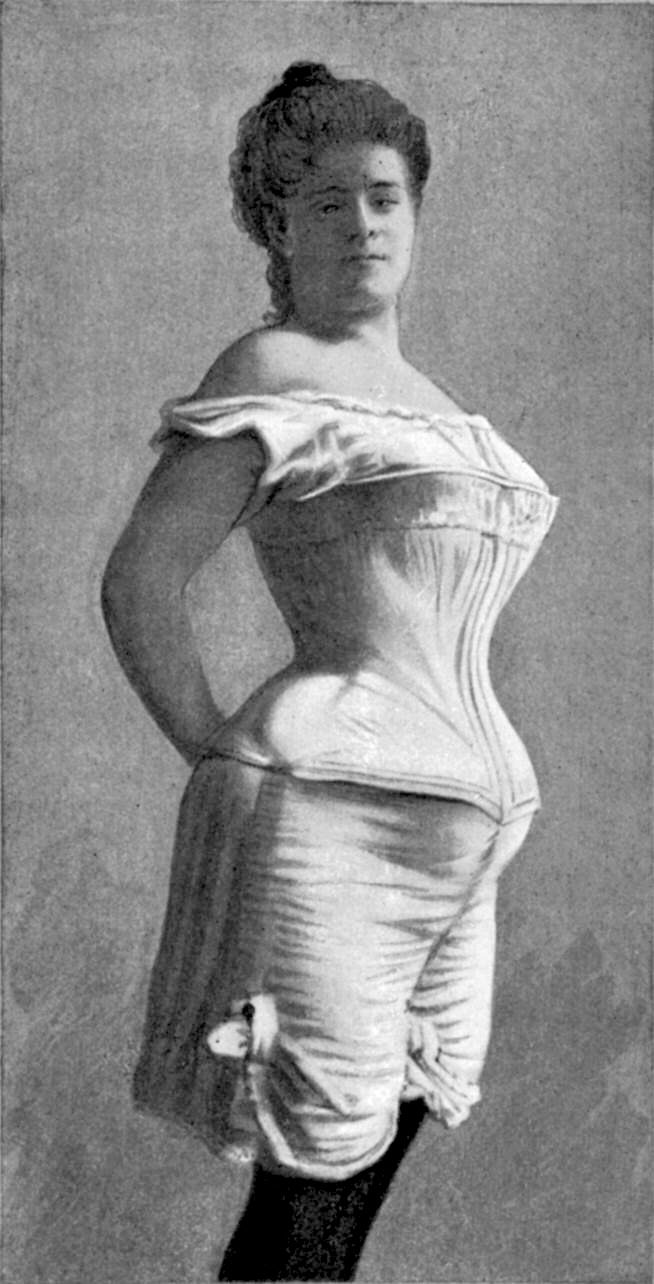
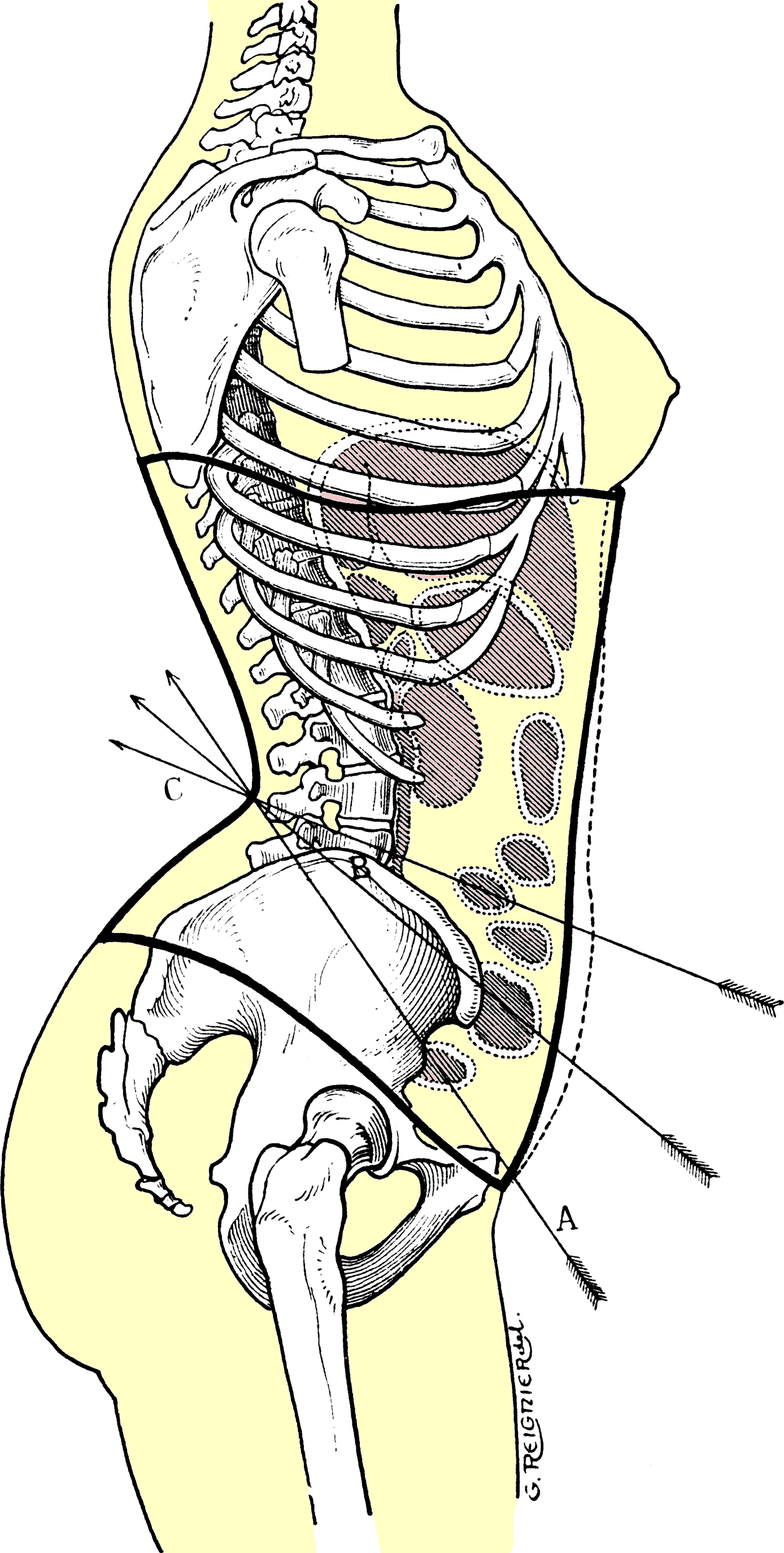
Effet d'un corset nouveau, ou abdominal.
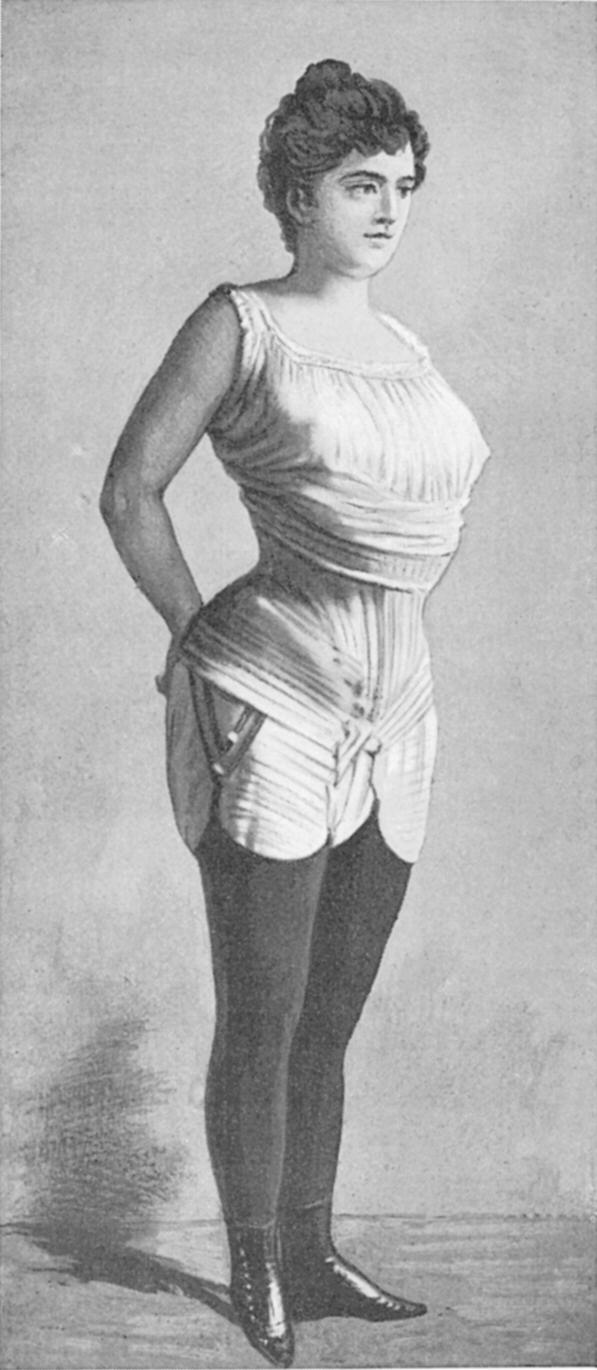
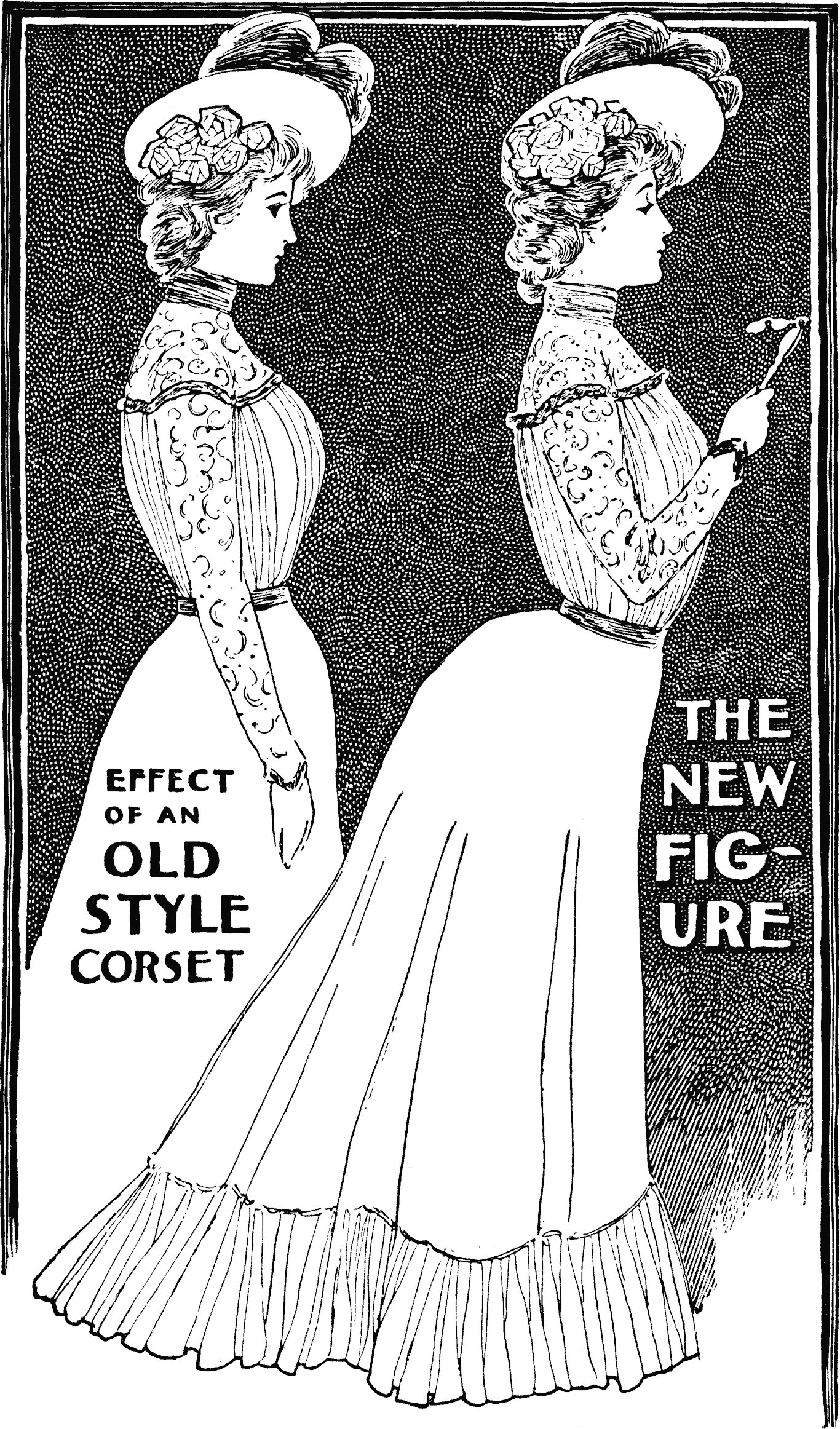
Comparaison des silhouettes avec les deux styles de corset.